# 晨曦体育会
晨曦体育会（英: Sun Hei Sports Club、繁体字中国語: 晨曦體育會）は、かつて香港サッカーリーグに参加していた香港のサッカークラブである。以前は香雪晨曦や康宏晨曦と呼ばれていたが、冠スポンサーの獲得ができず、2009 - 2010年シーズンは以前の晨曦に戻った。

## クラブの歴史
1986年にチームの母体となった晨曦電子の設立年で、香港甲級サッカーリーグへは1999年より晨曦の名前で参加している。
2004年 - 2005年シーズンには香港主要4タイトル全てを獲得、またシーズン開始前に香港サッカー協会7人制サッカー大会も制覇、「四冠王」または「五冠王」と呼ばれた。
しかし、資金不足から選手全員が香港籍選手になったり、主力選手の放出が続き丙組まで降格した。2022-23年シーズンの最終節で勝利し、乙組昇格を決めていたが、シーズン開幕前の8月に選手全員の解雇を発表しチームは解散した。

## チーム名変遷
- 1999年-2005年: 晨曦（Sun Hei）
- 2005年-2007年: 香雪晨曦（Xiangxue Sun Hei）
- 2007年-2009年: 康宏晨曦（Convoy Sun Hei）
- 2009年-2011年: 晨曦（Sun Hei）
- 2011年-2014年: 日之泉JC晨曦（Sunray Cave JC Sun Hei）
- 2014年-現在: 晨曦（Sun Hei）

## タイトル
- リーグ：4回
  - 2001-02, 2003-04, 2004-05, 2016-17
- FAカップ：3回
  - 2002-03, 2004-05, 2005-06
- シニアシールド：2回
  - 2004-05, 2011-12
- リーグカップ：4回
  - 2002-03, 2003-04, 2004-05, 2008-09

## かつての所属メンバー
2011年1月14日現在
注：選手の国籍表記はFIFAの定めた代表資格ルールに基づく。
| No. | Pos. |                | 選手名                       |
| --- | ---- | -------------- | ---------------------------- |
| 2   | DF   | 香港           | 頼嘉輝                       |
| 3   | DF   | 香港           | クリスティアーノ・コルデイロ |
| 4   | DF   | 香港           | 白栄沢                       |
| 5   | MF   | 香港           | 殷恵康                       |
| 6   | DF   | 大韓民国       | 権赫台                       |
| 7   | MF   | 日本           | 山本朝陽                     |
| 8   | MF   | 中華人民共和国 | 李明                         |
| 9   | MF   | 香港           | 劉志強                       |
| 10  | FW   | 香港           | 余浩邦                       |
| 11  | MF   | ブラジル       | ロベルト                     |

| No. | Pos. |                | 選手名巣 |
| --- | ---- | -------------- | -------- |
| 12  | DF   | 香港           | 黄俊皓   |
| 14  | MF   | 中華人民共和国 | 凌琮     |
| 16  | FW   | 香港           | 巣鵬飛   |
| 17  | FW   | ブラジル       | カヘ     |
| 18  | DF   | カナダ         | 陸志豪   |
| 21  | GK   | マカオ         | 陳達燊   |
| 22  | GK   | 香港           | 張景驊   |
| 24  | MF   | 香港           | 陳声揚   |
| —   | MF   | 香港           | 黄鎮宇   |

## 歴代所属選手
- 清野智秋 2009